# Клайнойтерсдорф
Клайнойтерсдорф (нем. Kleineutersdorf) — община в Германии, в земле Тюрингия. 
Входит в состав района Заале-Хольцланд. Подчиняется управлению Зюдлихес Залеталь.  Население составляет 385 человек (на 31 декабря 2010 года). Занимает площадь 5,61 км².